# Titularbistum Raphanea
Raphanea (italienisch Rafanea) ist ein Titularbistum der römisch-katholischen Kirche.
Es geht zurück auf einen früheren Bischofssitz Raphanea in der römischen Provinz Syria Coele bzw. Syria Secunda. Der Bischofssitz war ein Suffraganbistum des Metropolitansitzes Apamea in Syrien.
| Titularbischöfe von Raphanea                                 | |                                                          |                      |
| Name                                                         | Amt | von                                                      | bis                  |
| Thomas                                                       | OFM | 1349                                                     | † in Senlis          |
| Franciscus                                                   | |                                                          |                      |
| Leonardus Roberti de Ancona                                  | OFM | 15. Dezember 1402                                        |                      |
| Antonius                                                     | |                                                          |                      |
| Robertus Mabire                                              | OFM | 20. Mai 1414                                             |                      |
| Joannes Rouchault/Jean Rouchault                             | OSA | 7. Januar 1521                                           | † 1538               |
| Maturinus Legay/Mathurin Legay                               | Prior des Priorats St. Remigius Angers, Weihbischof im Bistum Angers                                                                        | 30. Oktober 1538                                         |                      |
| Guy Grégoire                                                 | OCist, Weihbischof im Bistum Angers | 11. Mai 1542                                             |                      |
| Aegidius Gaude (de Gardz, Gundz)/Gilles Gaude (Gardz, Gundz) | OP, Weihbischof im Bistum Nantes | 2. April 1544                                            | † 7. Mai 1563        |
| Petrus Raynerius/Pierre Raynier                              | OSM, Weihbischof im Bistum Angers | 26. Juni 1560                                            |                      |
| Bartolomé de Mesones                                         | OSM, Weihbischof im Erzbistum Burgos | 1. Juli 1697                                             | † 1710               |
| James Michael Myles O’Gorman                                 | OCSO, Apostolischer Vikar von Nebraska (USA)                                                                                                | 28. Januar 1859 (Ernennung)/8. Mai 1859 (Ordination)     | 4. Juli 1874         |
| François-Marie Duboin                                        | CSSp, Apostolischer Vikar von Senegambia (Französisch-Westafrika)                                                                           | 20. Juni 1876 (Ernennung)/3. Juli 1876 (Ordination)      | † 26. August 1893    |
| Pierre-Marie-François Lalouyer                               | MEP, Apostolischer Koadjutorvikar von Mandschurei Apostolischer Vikar von Nord-Mandschurei (Republik China)                                 | 24. Juli 1897 (Ernennung)/19. Dezember 1897 (Ordination) | † 17. Februar 1923   |
| Paul-Auguste-Marie Pichot                                    | CSSp, Apostolischer Vikar von Majunga (Madagaskar)                                                                                          | 16. März 1923 (Ernennung)/30. Juni 1923 (Ordination)     | † 20. September 1954 |
| André Lefèbvre                                               | SJ, Apostolischer Vikar von Kikwit (Belgisch-Kongo), 1959 bis 1967 Bischof von Kikwit, 1967 bis 1976 Titularbischof von Thucca Terebenthina | 25. Februar 1955 (Ernennung)/22. Mai 1955 (Ordination)   | 10. November 1959    |
| François Ndong                                               | Weihbischof in Libreville (Gabun), 1969 zum Bischof von Oyem (Gabun) ernannt                                                                | 15. November 1960 (Ernennung)/2. Juli 1962 (Ordination)  | 29. Mai 1969         |
| Armando Bortolaso                                            | SDB, Apostolischer Vikar von Aleppo (Syrien)                                                                                                | 9. Juli 1992 (Ernennung)/4. Oktober 1992 (Ordination)    | † 8. Januar 2019     |